# Francisco de Herrera der Ältere

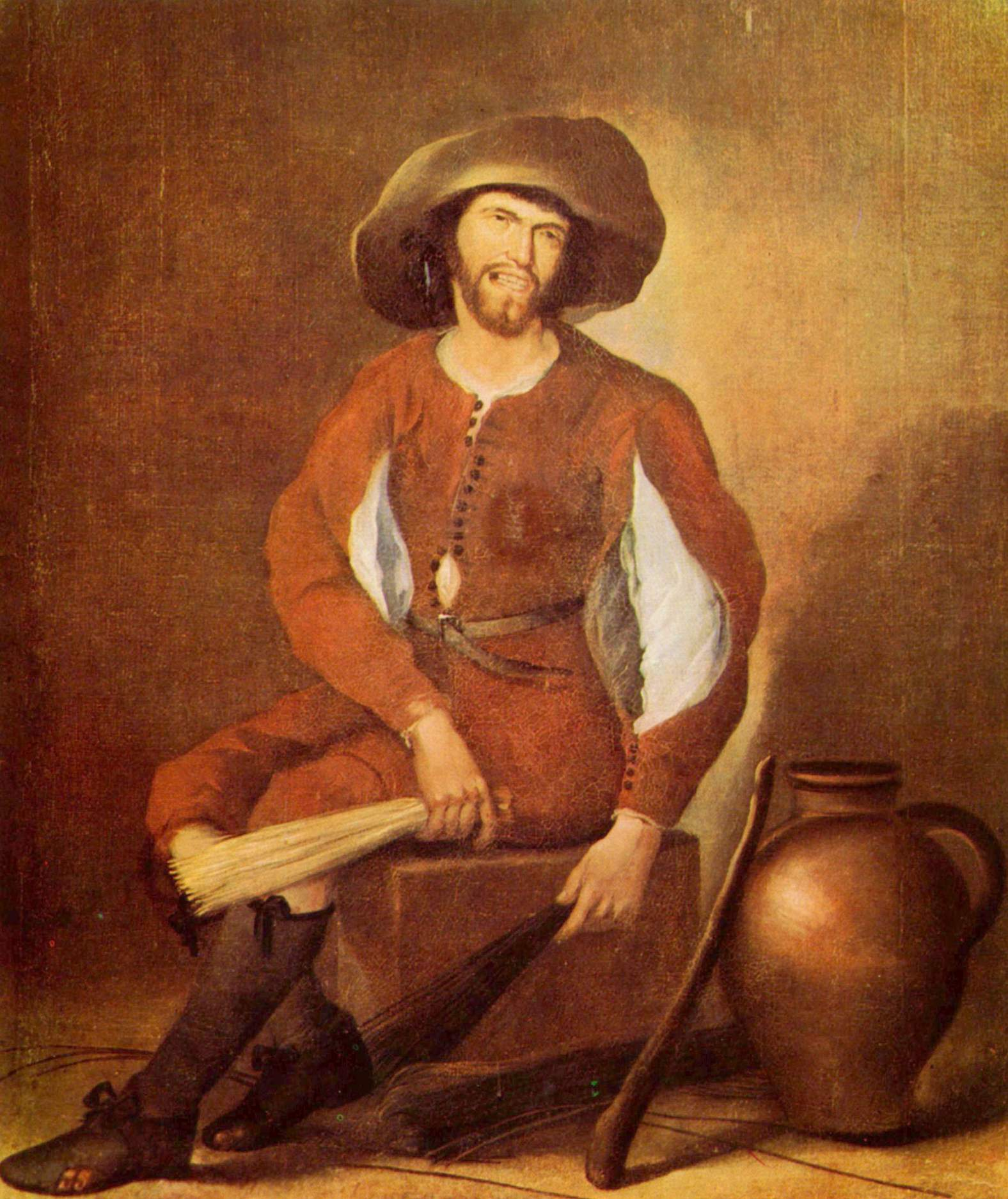
Der Besenbinder, Öl auf Leinwand, Musée Calvet, Avignon

Francisco de Herrera der Ältere (* 1576 in Sevilla; † 1656 in Madrid; auch Francisco Herrera) war ein spanischer Maler, der in Sevilla ansässig war. 
Sevilla war zu Herreras Lebzeiten von der Einwohnerzahl her größer als Madrid und von großem Einfluss auf das spanische Kunstschaffen. Die in Sevilla ansässigen Malerwerkstätten belieferten nicht nur die Kirchen und Klöster Sevillas und dessen weitere Umgebung mit Gemälden, sondern auch die neu entstehenden Kirchen und Klöster in Argentinien, Mexiko und Peru. Zu den Werkstätten, die diese Gemälde lieferten, zählte auch die von Herrera. Herrera zählte zum Haupt der Sevillaner Malerschule und schuf unter anderem die Dekorationen des bischöflichen Palasts. Er gilt als technisch brillanter Maler. Seine religiösen Bilder und volkstümlichen Genreszenen zeichnen sich durch eine flüssige Pinselschrift und einen expressiven Ausdruck aus. 
Herrera ist kunstgeschichtlich vor allem von Bedeutung, da er für wenige Monate der Lehrherr von Diego Velázquez war. Diego Velázquez trat als knapp 10- oder elfjähriger in dessen Werkstatt ein. Er wechselte jedoch sehr schnell in die Werkstatt von Francisco Pacheco del Río, da er mit Herreras temperamentvollem Wesen nicht zurechtkam. Er war zudem mit Juan van der Hamen y León durch dessen Hochzeit mit Eugenia de Herrera Barnuevo familiär verbunden und trat als einer der drei Charakterzeugen auf, als dieser die Hochzeit beantragte.
Herreras Sohn, Francisco de Herrera der Jüngere, war gleichfalls Maler und Baumeister. 